# Chaetaspis ohionis
Chaetaspis ohionis är en mångfotingart som beskrevs av Ottis Robert Causey 1950. Chaetaspis ohionis ingår i släktet Chaetaspis och familjen spökdubbelfotingar. Inga underarter finns listade i Catalogue of Life.